# Players Club '23 (Knights of the Posse)
Players Club '23 (Knights of the Posse) è un singolo del produttore italiano Night Skinny, pubblicata il 20 aprile 2023. Il brano è una posse che riunisce sette artisti emergenti della scena rap italiana: Nerissima Serpe, Artie 5ive, Tony Boy, Papa V, Low-Red, Astro e Kid Yugi.

## Video musicale
Il videoclip, reso disponibile dal 21 aprile sul canale YouTube di Night Skinny, è stato prodotto da Klaudiu Iacoban e Alessandro Zanaboni Schiano.

## Tracce
Testi di Matteo Di Falco, Ivan Arturo Barioli, Antonio Hueber, Lorenzo Vinciguerra, Mario Serra, Rida Amhaouch e Francesco Stasi, musiche di Luca Pace.
1. Players Club '23 (Knights of the Posse) (feat. Nerissima Serpe, Artie 5ive, Tony Boy, Papa V, Low Red, Astro e Kid Yugi)